# Abderrazzak Jadid
Abderrazzak Jadid (* 1. Juni 1983 in Beni Amir) ist ein ehemaliger marokkanischer Fußballspieler.

## Karriere
Jadid begann seine Karriere bei Brescia Calcio, wo er aufgrund der starken Konkurrenz mit Roberto Baggio, Kubilay Türkyılmaz und Dario Hübner kaum zu Spielpraxis kam. Für die Saison 2001/02 wurde er an den Drittligisten AC Lumezzane verliehen. Dort war er als Stammspieler gesetzt, doch der Marokkaner schoss lediglich drei Tore in 31 Spielen. Zur Saison 2002/03 kehrte er nach Brescia zurück. In den nächsten drei Jahren kam Jadid zu zwölf Ligaspielen für Brescia Calcio, allerdings ohne ein Tor zu erzielen. Im ersten Halbjahr 2005 spielte er leihweise beim Drittligisten AC Pisa und steuerte einen Treffer in zehn Spielen bei. Die Saison 2005/06 verbrachte er, wiederum als Leihspieler, beim Zweitligisten Pescara Calcio und auch dank seiner vier Saisontoren schaffte der Verein den Ligaerhalt in der Serie B.
Jadid blieb der Durchbruch bei Brescia Calcio auch in den folgenden zwei Jahren verwehrt und im Januar 2008 wurde er abermals als Leihspieler zu einem anderen Verein geschickt, diesmal zum AS Bari. Nach wenigen Spielen kehrte er abermals nach Brescia zurück, wo er auch diesmal nicht über die Rolle des Ersatzspielers hinauskam. Für die Saison 2009/10 unterschrieb er deshalb einen Vertrag bei Salernitana Calcio. Der Marokkaner konnte allerdings wiederum nicht überzeugen und schoss lediglich ein Tor in 20 Spielen der Serie B. Die kampanische Mannschaft stieg abgeschlagen als Tabellenletzter in die Lega Pro Prima Divisione ab und Jadid verließ den Verein. Im August 2010 unterschrieb er einen Kontrakt beim FC Parma und wurde für die Saison 2010/11 an den belgischen Erstligisten KAS Eupen verliehen. Seitdem spielte er für verschiedene unterklassige Vereine in Italien, zuletzt beim Viertligisten AC Calvina Sport in der Serie D. Dort beendete er im Sommer 2019 seine aktive Karriere.